# Clémence Isaure
Pour les articles homonymes, voir Isaure.
Clémence Isaure est un personnage médiéval semi-légendaire, à qui on attribue la fondation ou la restauration des Jeux floraux de Toulouse au début du XVe siècle grâce à un legs par lequel la ville de Toulouse décernerait chaque année des fleurs d’or et d’argent aux meilleurs poètes.

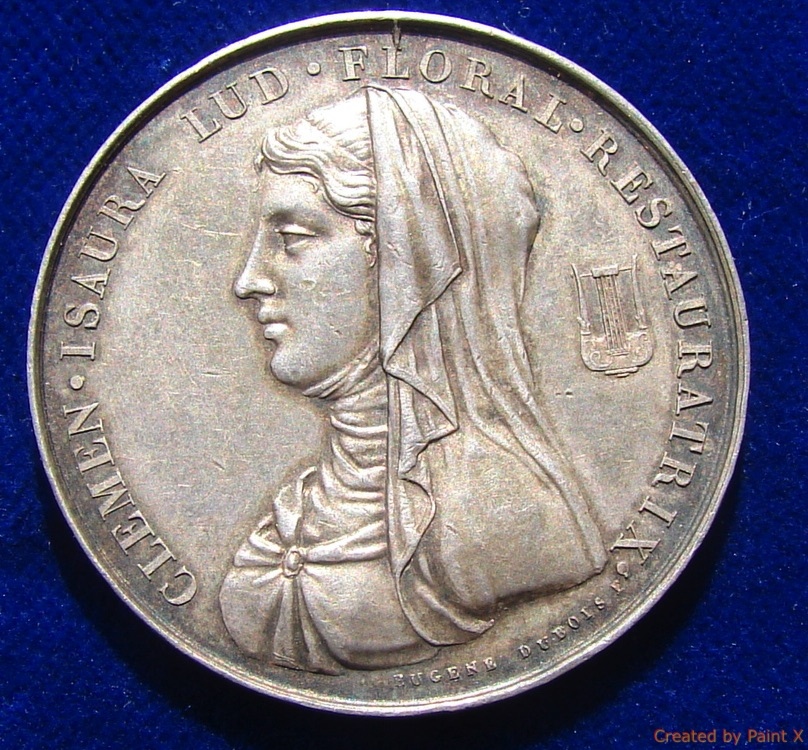
Médaille Toulouse 1819, Clémence Isaure, 1450 Toulouse - 1500, et les Jeux floraux, verso.

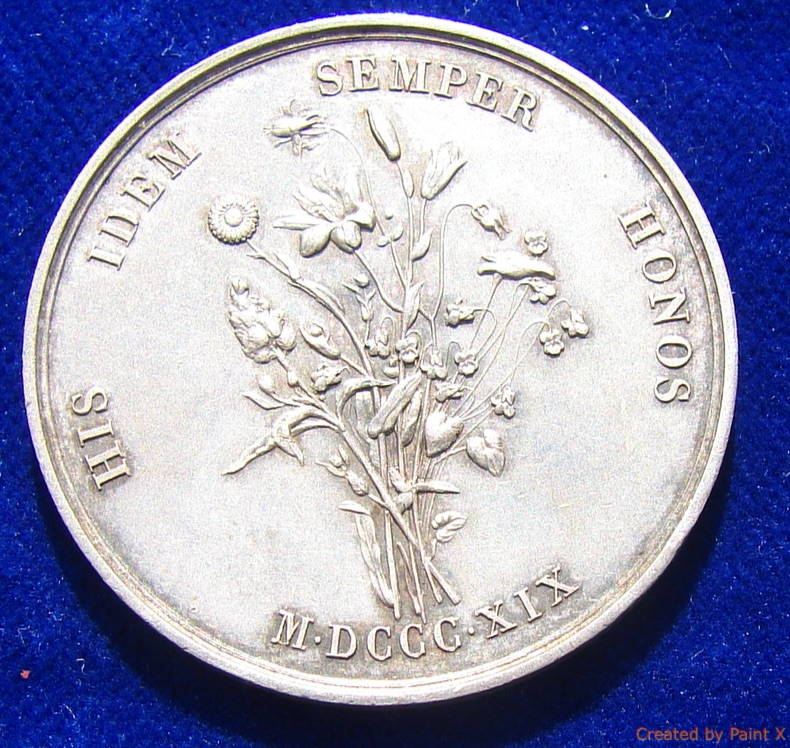
Médaille des Jeux floraux à Toulouse 1819, recto.

## Discussions sur l'existence de Dame Clémence Isaure
Son nom est attaché à l'histoire de l'Académie des Jeux floraux. Elle aurait redonné du lustre au concours de gaie science, c'est-à-dire de poésie, grâce à ses libéralités à la fin du XIVe siècle ou au début du XVe siècle.
Afin de lui trouver une justification plus ou moins historique, on en a fait un membre de la famille toulousaine des Yzalguier. La rue des Yzalguier reçut en 1806 le nom de rue Clémence-Isaure. Une tour située au 7 de la rue Cujas fut baptisée Tour Clémence Isaure. Elle fut démolie en 1817.
La mythique fondatrice des Jeux est largement célébrée dans la ville, qui lui a consacré des poèmes, des sculptures, des tableaux, et où son nom est donné à toutes sortes de lieux et institutions. Les académiciens de l'Académie des Jeux floraux prononçaient son éloge au cours de la séance solennelle de l'Académie.

### Dame Clémence
Son existence a été critiquée dès le XVIIIe siècle car on n'a jamais pu découvrir son testament dans les archives capitulaires, les officines notariales, les greffes du sénéchal ou du parlement. S'il n'a pas été possible de trouver un testament de Dame Clémence Isaure dont le nom n'apparaît qu'au milieu du XVIe siècle, il a été trouvé dans le registre des comptes municipaux de la ville de Toulouse pour l'année capitulaire 1488-1489 une citation d'une Dame Clémence faite par Bertrand de Brucelles, trésorier de la ville :
« Item e pagat à Jacmes Mostier, pintre, per far le pitaffle del portal de la gran porta e le pitaphle de la Dama Clamenssa come apar per lo mandament que monta X sols ».
Jacques du Moustier était le peintre habituel de l'hôtel de ville de Toulouse. Il a peint les Capitouls en 1489 et 1492.
Le baron Desazars de Montgailhard a fait remarquer que le nom de la Dame Clémence ou Clémence Isaure n'apparaît jamais dans le registre de Guilhem de Galhac, mainteneur du Consistori del Gay Saber, qui se termine en 1484.
Une note dans les archives de l'Académie des Jeux floraux cite une pièce comptable de l'année 1502-1503 avec la mention : a la honor de dona Clemensa, fondeyris de la Gaya Sciensa. Mais ce document n'a jamais été trouvé. Le testament de la Dame Clémence est cité dans le livre de commentaires du Raynutius de Guillaume Benoît, docteur en droit et en décrets, régent de l'université de Cahors en 1499, conseiller au parlement de Bordeaux et de Toulouse, mort en 1516. Ce livre a été publié après sa mort, en 1520, puis réimprimé plusieurs fois.
Pour répondre à la critique de Charles Lagane, l'abbé d'Héliot présente en 1774 un mémoire sur Clémence Isaure devant l'Académie des Sciences, Inscriptions et Belles Lettres de Toulouse dans lequel il cite les Commentaires sur les Pandectes florentines d'Antoine Syphrien publié à Lyon en 1550 où il cite un monument élevé à la suite du testament de Dame Clémence.
Le Livre Rouge se trouvant dans les archives de l'Académie des Jeux floraux donne des informations de 1513 jusqu'en 1583. Il permet de suivre les transformations du Consistori del Gay Saber en Collège de la Science et Art de la rhétorique et de poésie. Il commence par :
« Ce présent registre des Délibérations et autres actes faictes au Colliège intitulé de l'Art et Science de la Rétorique, autrement dict de la Gaye Science, fondé à Tholoze par feue DAME CLÉMENCE de bonne mémoire, a esté encommencé à mettre en œuvre au moys de mars mil cinq cens cinquante  »;
le texte se poursuit en citant le chancelier, le vice-chancelier, les mainteneurs et les maîtres docteurs. Ce texte attribue la fondation du Collège de l'Art et Science de la Rhétorique qui a succédé au Consistori del Gay Saber et à La Sobregaya Companhia Dels VII Trobadors de Tolosa. La participation aux décisions du Collège s'est élargi aux maîtres docteurs, le français et le latin ont remplacé la langue d'oc. Ce texte cite Dame Clémence mais il montre que la dépense faite pour les prix n'a pas changé et à aucun moment on ne cite le testament de Dame Clémence, même dans le mandement de 1489 pourtant contemporain de la peinture de Dame Clémence faite par Jacques du Moustiers à la Maison commune. C'est en 1487 qu'est prise l'habitude de faire un discours en latin le 3 mai, d'abord prononcé par des religieux, puis par des écoliers à partir de 1528. Pour intéresser la jeunesse à la poésie, le Consistoire a créé une « Giroflée d'argent » en 1498, une « Pensée extraordinaire » en 1501, une « Marguerite extraordinaire » en 1504, puis de nouveau une « Giroflée » en 1508, 1511, 1515, 1520 et 1574. C'est à partir de 1528 qu'on constate que ce discours s'est transformé en éloge de « Dame Clémence ».

### 1513: Le Consistori del Gay Saber devient le Collège d'Art et Science de la Rhétorique
Cette apparition de la « Dame Clémence » dans les festivités du concours de la Gaie Science a fait l'objet de plusieurs explications. Le baron Desazars de Montgailhard met en avant la transformation de l'université à la Renaissance. Ce nouvel état d'esprit se traduit dans le changement de l'ancien consistoire de la gaie science en collège de l'art et science de la rhétorique et a moins pour objectif d'attirer des poètes que de former la jeunesse des Écoles et de l'université de Toulouse comme on peut le voir dans le traité de Jean Molinet : Art et science de rhétorique pour apprendre à faire rimes et ballades. On crée alors le sermon et la réponse en prose qui sont prononcés par un des mainteneurs et un des capitouls à la première assemblée publique et le discours en latin dit le 3 mai. Auparavant, le 1er avril, une semonce était faite par un mainteneur qui mettait en demeure les Capitouls de tout préparer pour les fêtes de mai conformément au testament de Dame Clémence. Jean-Baptiste Noulet émet l'hypothèse que la Dame Clémence était une personnification de la Mère de Dieu en s'appuyant sur la Canso datée de 1496 attribuée à la Dame de Villeneuve se trouvant dans le manuscrit de Saint-Savin découvert en 1810. François de Gélis a montré que ce document était un faux. Charles Lagane y voit une défiguration de l'ancienne coutume des sept troubadours invitant les poètes à participer au concours. La lettre d'invitation aurait été remplacé par une harangue.
Le 1er mai 1513, les membres du collège de la gaie science vont se heurter aux prétentions des Capitouls d'intervenir dans les nominations. Ils nomment Pierre de Solages, procureur au parlement, mainteneur en remplacement de Jacques Ysalguier décédé, se considérant qu'« ils estoient chefs et principaux administrateurs de la Gaie Science ». Les membres du collège s'opposèrent à cette prétention des Capitouls. Un accord est trouvé au terme duquel les Capitouls sont formellement évincés de leur prétention à diriger le collège.

### Les Capitouls condamnés pour pilleries par le parlement de Toulouse en 1523/1524. Le testament de Dame Clémence
Pierre Salamon, notaire, est greffier et secrétaire de la ville en 1522. Au moment du procès contre les Capitouls pour « larcins, pilleries, concussions, faussetés et exactions » , ceux-ci vont prétendre que les sommes dilapidées devaient servir à satisfaire la fondation de Dame Clémence. Ils sont condamnés par le parlement le 22 mars 1523 (1524). Pierre Salamon va agir pour accréditer la réalité d'une fondation de Dame Clémence Isaure et de ses donations à la ville. Il fait faire des proclamations dans la ville au son de trompe le 17 avril pour annoncer les fêtes de mai dont la fondation est attribuée à Dame Clémence :
De par Messieurs de Capitol, Chancellier, Conseillers et Mainteneurs de la Gaye Science ;
L'on faict assavoir à toute manière de gens, tant escolliers, bourgeois, marchans et aultres, que, le premier jour du moys de may prochain venant, qui vouldrait soy trouver à la Maison Commune de Tholose - ainsin qu'est de bonne coustume, là où funda Dame Clémence dont Dieu ayt l'âme et voulut que l'on donnast trois fleurs d'or et d'argent compossées au mieulx disant touchant l'art de la Rhétorique, mais que l'on n'y mecte poinct d'infamyté ny villainie en quelque langage que ce soit, - sera receu. Et pour ce venez en paix et sans noyse faire.
XVIIe jour d'avril mil cinq cens XXIIII.
SALAMONIS
À partir de 1526, on constate qu'une partie des fonds communaux sont présentés comme des biens légués par Dame Clémence. Les Capitouls se servent des prétendus fonds légués par Dame Clémence pour faire disparaître les détournements de fonds de leurs prédécesseurs et justifier leur recours contre l'arrêt du parlement devant le conseil du roi puis le conseil privé. Les allégations des Capitouls d'une fondation faite par le testament de Dame Clémence n'a alors pour but que de cacher leurs détournements.
En 1540, les relations entre le chancelier, les mainteneurs et maîtres du collège de Rhétorique et les Capitouls se sont de nouveau tendues. Le chancelier, Michel Du Faur de Saint-Jory, président au parlement, demande aux Capitouls de présenter le testament de Dame Clémence qui justifierait certaines de leurs prétentions. Mais ces derniers n'ont pas produit ce document et les membres du collège n'ont pas mis en œuvre les procédures légales leur permettant de l'obtenir. Chaque parti savait à quoi s'en tenir sur ce testament.

### Dame Clémence devient Dame Clémence Isaure. Création d'un mythe
Dans leur volonté de rendre crédible la légende de Dame Clémence, une statue de femme se trouvant sur un tombeau de la basilique de la Daurade est apportée dans le Grand Consistoire de la Maison Commune. Une ballade de Pierre de Saint-Anian, datée du 3 mai 1549, célèbre ce transport. Elle est intitulée : Ballade sur l'épitaphe de Dame Clémence Isaur, trouvé à son sépulchre de la Daurade, qui institua les Jeux floraux à Tholose, de laquelle avons la statue de marbre céans apportée dudict sépulchre. En 1557, Pierre de Garros écrit un sonnet sur le même sujet. La statue est retouchée d'après un constat fait le 7 août 1627. Pour les membres du collège, cette statue provient de l'église de la Daurade et serait celle de Dame Clémence de la famille Ysalguier dont plusieurs des membres ont été capitouls. Ernest Roschach a trouvé à la Bibliothèque nationale le testament de dame Bertrande Ysalguier, daté de 1348, demandant à être inhumée dans l'église de la Daurade, près de son mari Pierre Ysalguier. On trouve un Barthélemi Ysalguier parmi les sept troubadours en 1355. La statue qui a été amenée à l'hôtel de ville et placée dans le Grand Consistoire pour commémorer la fondation du collège de rhétorique représente une dame du XIVe et non de la fin du XVe siècle. L'épitaphe conservée a un style copiant celui des tombeaux romains et semble postérieure à 1534 car il reprend des formes se trouvant dans le livre Recueil d'inscriptions de la sacro-sainte antiquité de Peter Bienewitz paru à cette date. Peu de temps après, Jean Bodin, régent de l'université de Toulouse, fait un discours vantant les qualités de Dame Isaure, bienfaitrice de la ville de Toulouse et demandant aux Capitouls et aux habitants de Toulouse de faire des legs à l'université. Guillaume Catel rappelle dans Mémoire de l'histoire du Languedoc que certaines personnes affirmaient que cette épitaphe avait été écrite par Jean Bodin en 1557, mais lui-même l'attribue à Marin de Gascons, Capitoul en 1556 et 1557, puis historiographe de la ville entre 1563 et 1576. Dans ce même texte, Guillaume Catel affirme que « jamais Dame Clémence que l'on dit fondatrice de ces Jeux n'a esté au monde »:398.
En 1562 de véritables combats de rue se produisent à Toulouse entre catholiques et calvinistes. Le 13 mai 1562, les protestants s'emparent de plusieurs lieux. Le parlement, avisé, prend des mesures le lendemain. Les huit capitouls protestants sont destitués et remplacés par huit capitouls catholiques. Les combats durent jusqu'au 17 mai. Pendant plusieurs mois il ne se passe pas de jours sans que des têtes tombent entraînant des représailles aux alentours. Catherine de Médicis signe la paix d'Amboise en mars 1563. La visite du roi Charles IX à Toulouse, en février 1565, a été l'occasion de fêtes pendant lesquelles des décors ont rappelé les actions de Dame Clémence.
En 1562, tous les mainteneurs sont des membres du parlement. Tous, sauf Jean Coignard, étaient calvinistes et la plupart ont dû quitter Toulouse. Les jeux n'ont pu se tenir en 1563 et 1568. Le 1er avril 1569, la semonce est faite par le seul mainteneur restant, Charles Benoist de Sépet qui demande aux Capitouls d'ajourner les jeux. Ceux-ci acceptèrent mais décidèrent de combler les vides en nommant le chancelier, le vice-chanceler et quatre mainteneurs malgré l'opposition du seul mainteneur présent qui dût finalement accepter cette intervention des capitouls ligueurs dans les nominations de membres du collège de Rhétorique. Après les troubles de la Ligue et les suites du massacre de la Saint-Barthélemy, le Collège de Rhétorique se réunit pour la semonce le 1er avril 1573 malgré les troubles. C'est dans le compte-rendu de cette réunion qu'apparaît pour la première fois le nom de Dame Clémence de Ysalguy qu'on peut rattacher à la famille Ysalguier. En 1575  Dame Clémence prend le nom de Dame Clémence Isaure, dans le « Chant royal » de François de Clary qui a été premier président du parlement de Toulouse de 1611 à 1615. Jean Papire Masson va poursuivre l'œuvre de construction de la légende de Dame Clémence Isaure commencée par Marin de Gascons en rédigeant l’Éloge de Clémence Isaure, en 1594,. Pierre de Caseneuve a rédigé un traité sur l’Origine des Jeux-fleureaux de Toulouse publié après sa mort par Monsieur Medon en 1659 dans lequel il montre que les Jeux floraux n'ont pas été créés par Clémence Isaure, mais par les sept troubadours.

### Réfutations du mythe de Clémence Isaure
Les réfutations de Guillaume Catel qui avait montré l'invraisemblance, sinon l'impossibilité, des différents legs mentionnés sur l'épitaphe placée au pied de la prétendue Clémence Isaure, sont reprises par Charles Lagane en 1773.
Cependant le mythe de Clémence Isaure a encore de nombreux partisans :

« Toulouse! ville antique où fleurissent encore

Pour les poètes, vos fleurs d’or, Clémence Isaure, »

— Charles Cros, La Vision du grand canal des deux mers, 1888.

« Aussi belle qu'à sa naissance, votre muse se rit des ans et des douleurs ; le temps semble en passant respecter son enfance ; et la gloire, à ses yeux se voilant d'innocence, cache ses lauriers sous ses fleurs »

— Victor Hugo, Odes et Balles, 1822

## Iconographie
- La statue « officielle » de Clémence Isaure, qui préside les cérémonies des Jeux floraux, à l’hôtel d'Assézat, se trouvait auparavant dans la salle du Grand Consistoire du Capitole. C’était en réalité le gisant d’une inconnue, et le voile étrange qui entoure sa tête n’était autre que son linceul. La sculpture fut restaurée en 1627 par le sculpteur toulousain Pierre Affre, assisté par Claude Pacot, à charge pour eux de « blanchir » la statue, « couper les bras qui en sont mal faits et en ajouter d’autres de marbre ; couper le lion qui est sous ses pieds et en faire une plinthe, ôter le chapelet et le piédestal et mettre en sa main droite quatre églantines dorées[10]. »
- Fontaine Clémence Isaure
- Clémence Isaure apparaissant aux troubadours, salle des Illustres, Capitole de Toulouse[11].

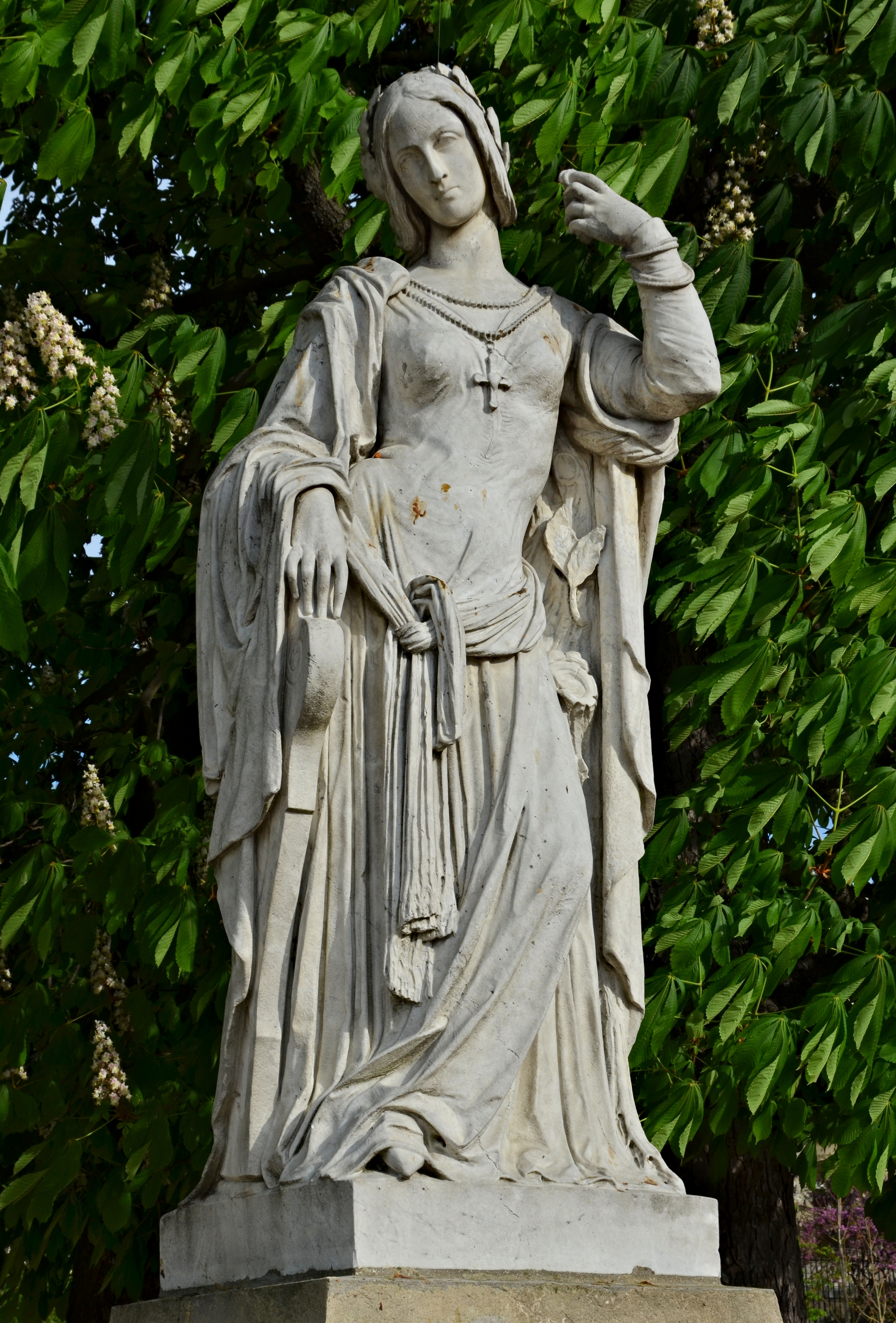
Auguste Préault, Clémence Isaure. Une des Reines de France et Femmes illustres du jardin du Luxembourg à Paris.
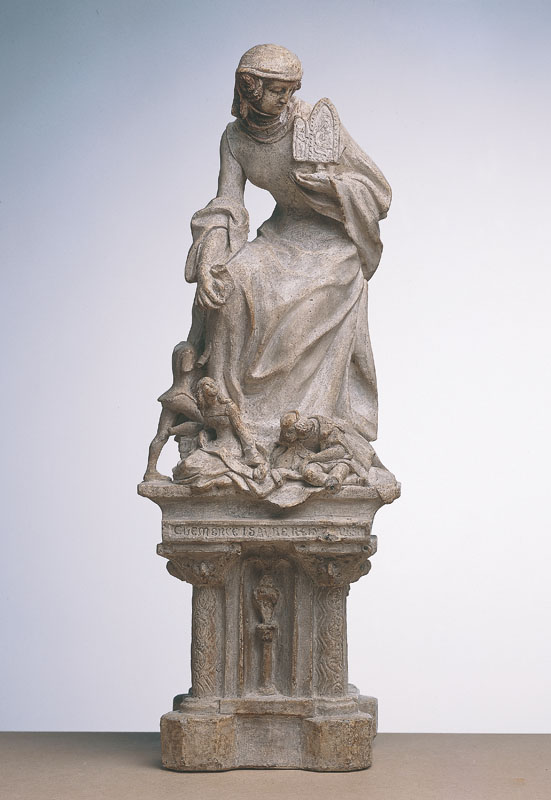
Félicie de Fauveau, Clémence Isaure, musée des Augustins de Toulouse.
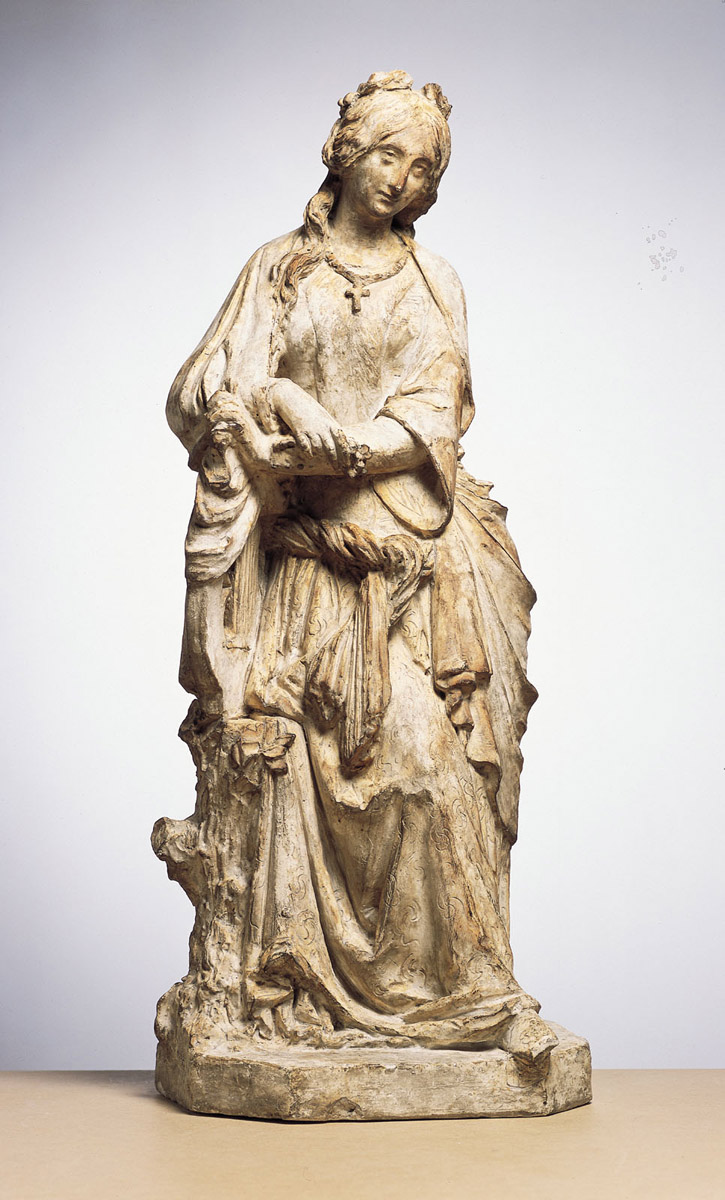
Bernard Griffoul-Dorval, Clémence Isaure, musée des Augustins de Toulouse.
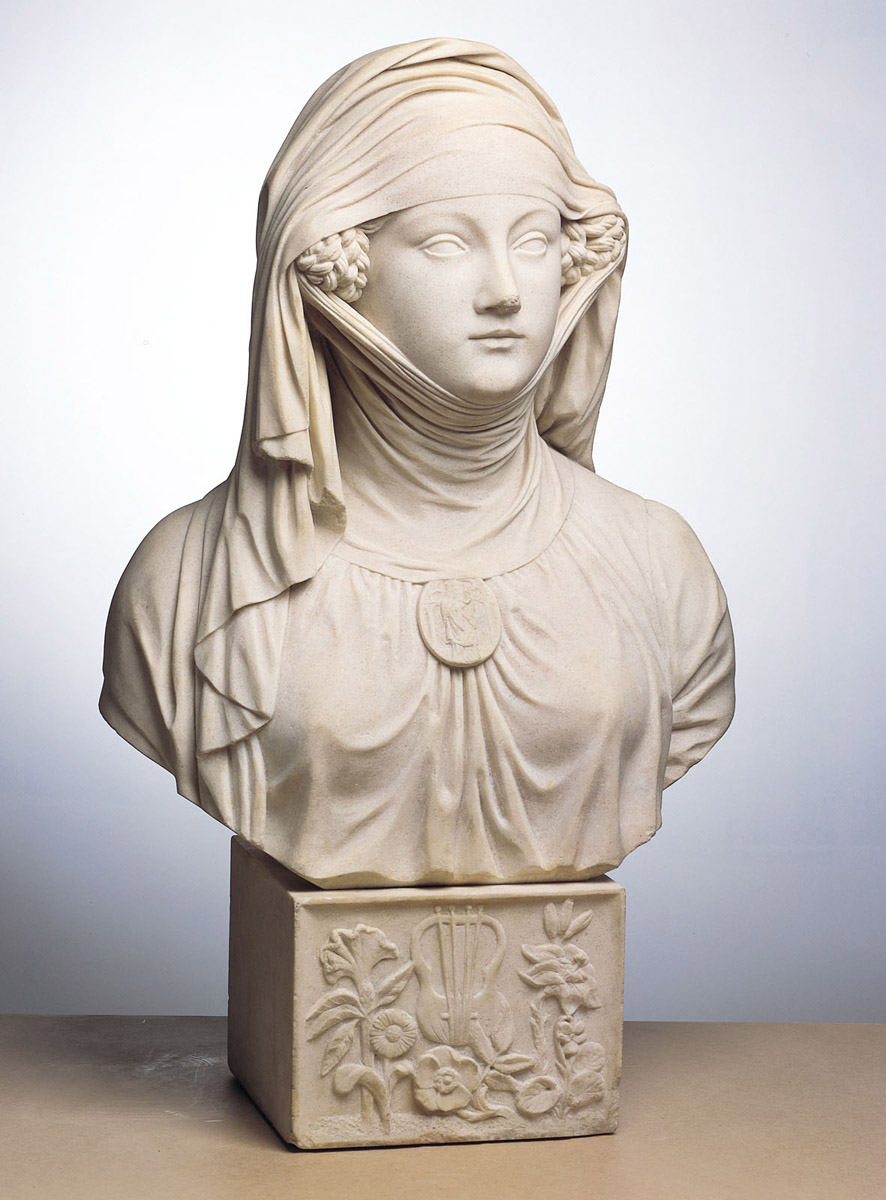
Julie Charpentier, Clémence Isaure, musée des Augustins de Toulouse.
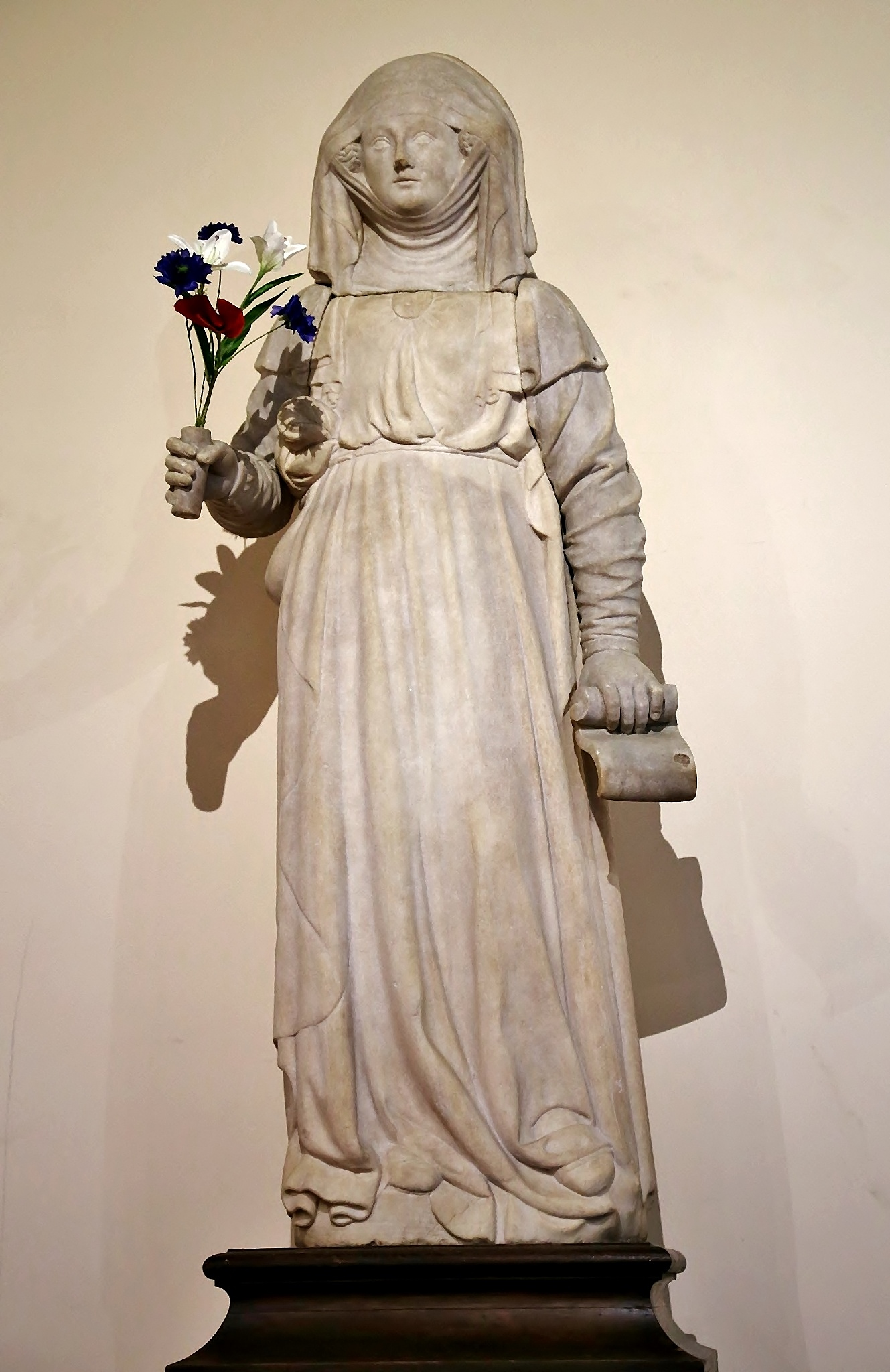
Statue de Clémence Isaure à l'hôtel d'Assézat, siège de l'Académie des Jeux floraux.
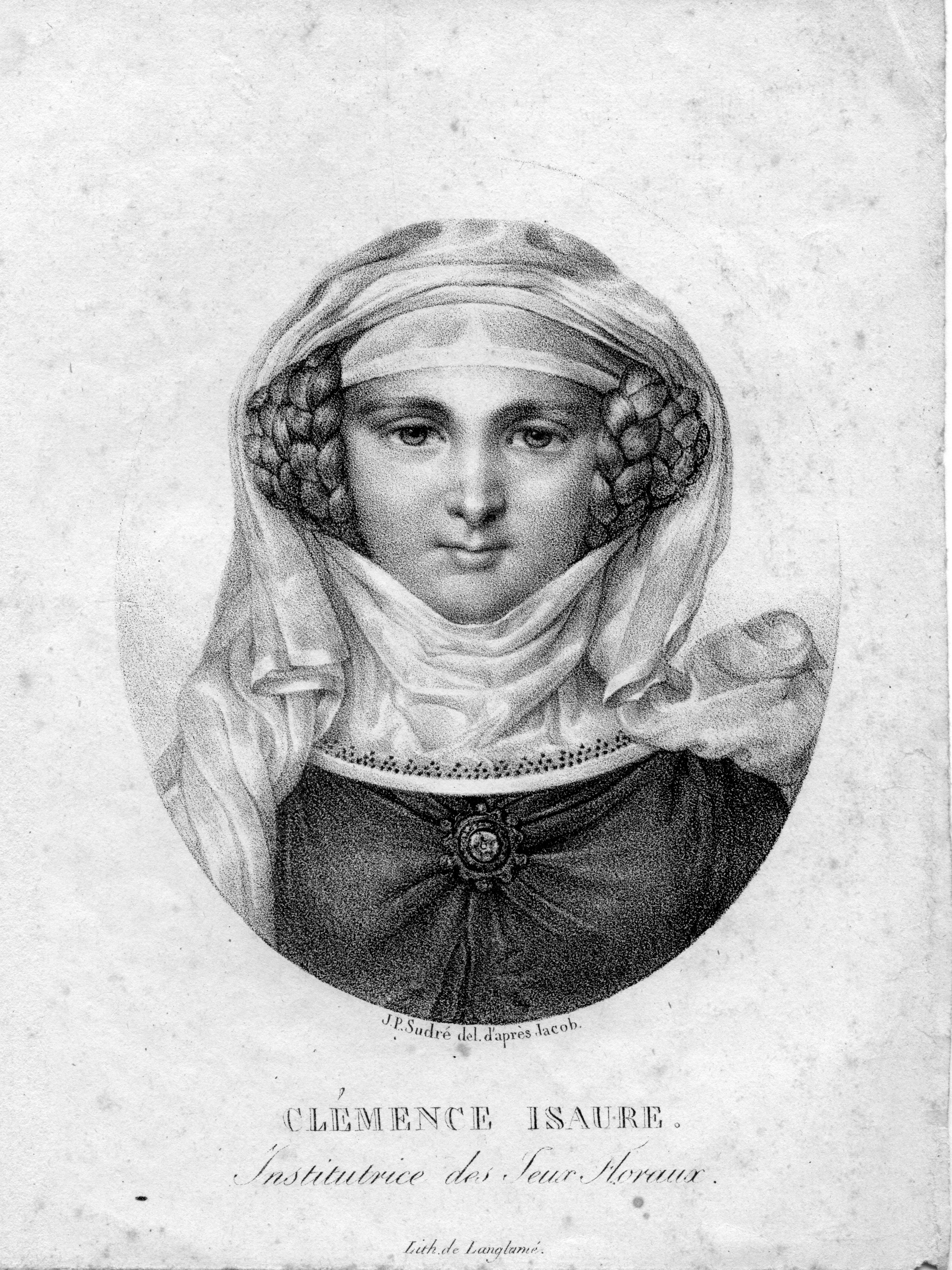
Clémence Isaure par Jean-Pierre Sudré et Pierre Langlumé d’après Nicolas Henri Jacob.
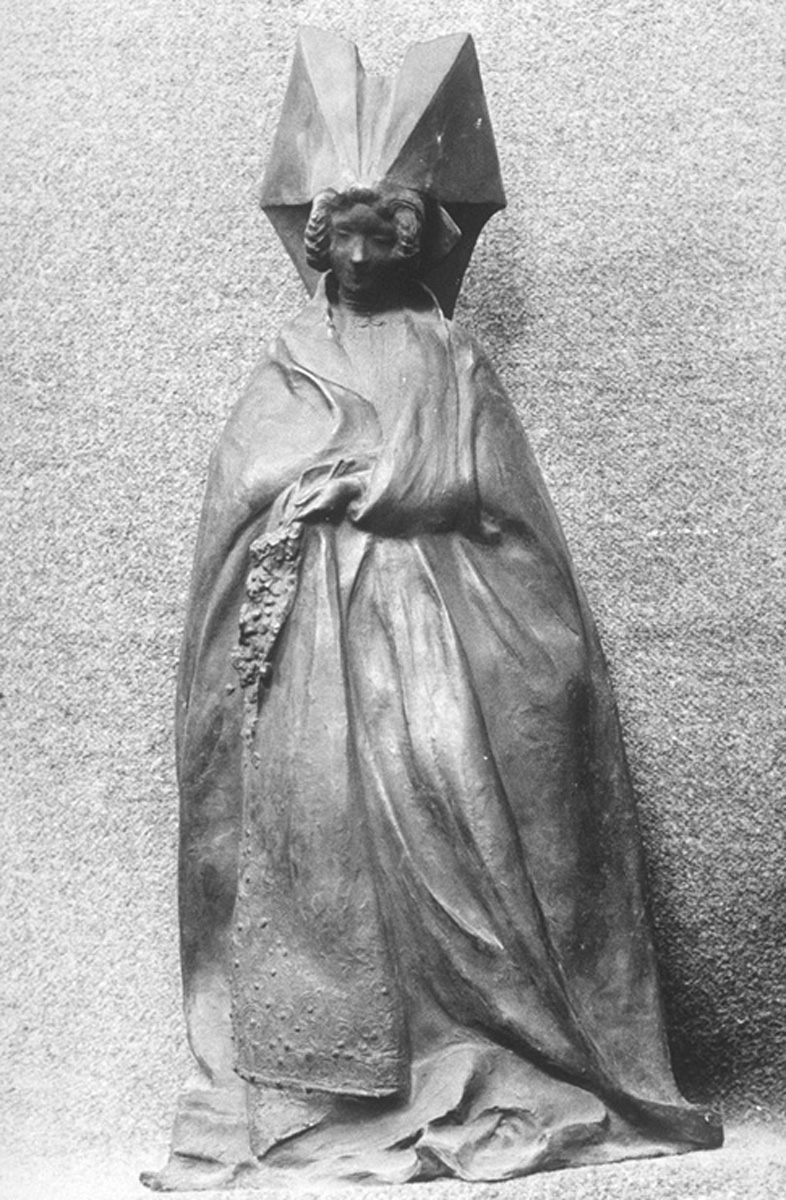
Léo Laporte-Blairsy, Clémence Isaure, musée des Augustins de Toulouse.
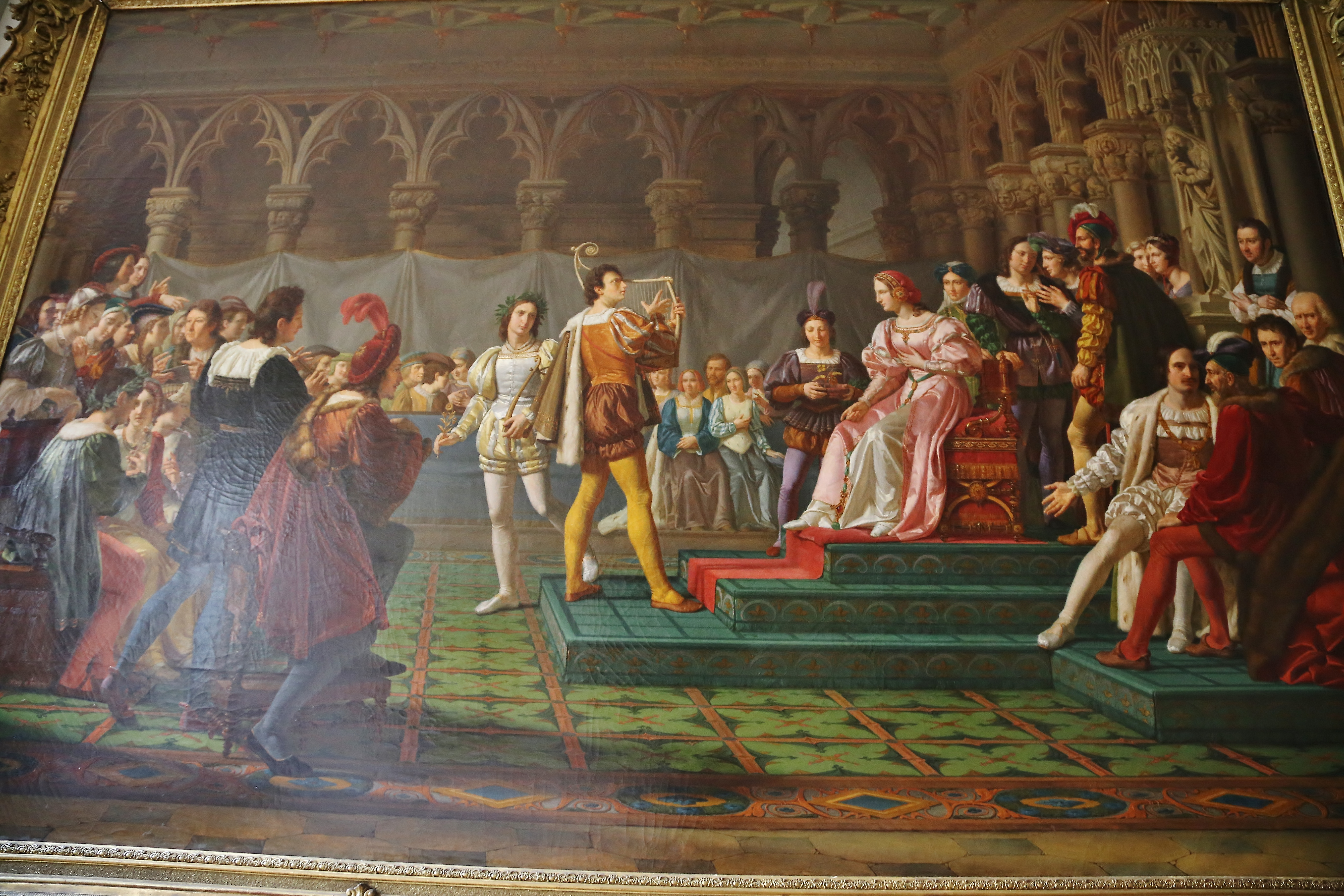
Félix Saurines (d), Clémence Isaure distribuant des fleurs aux troubadours, Académie des Jeux floraux.

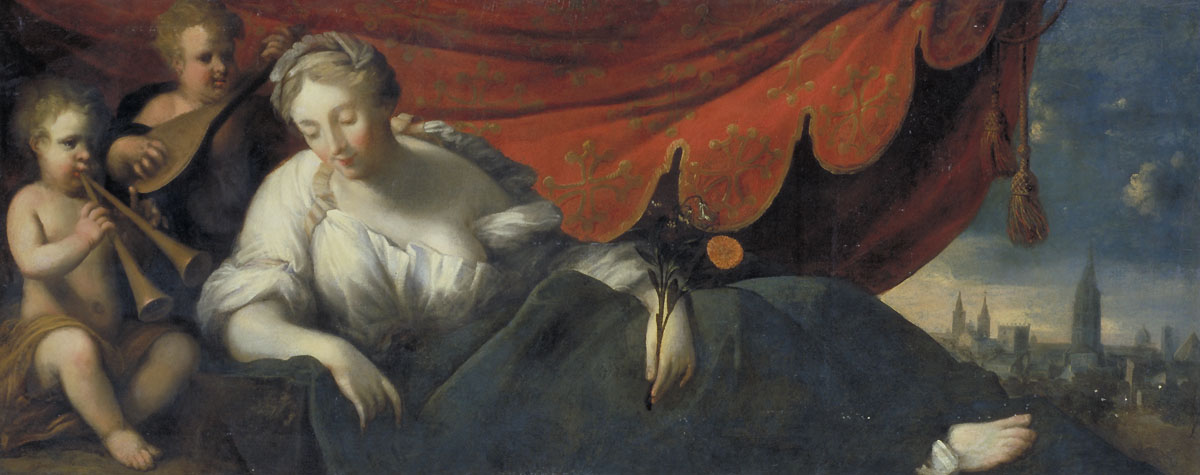
Jean-Pierre Rivalz, Clémence Isaure, musée des Augustins de Toulouse.
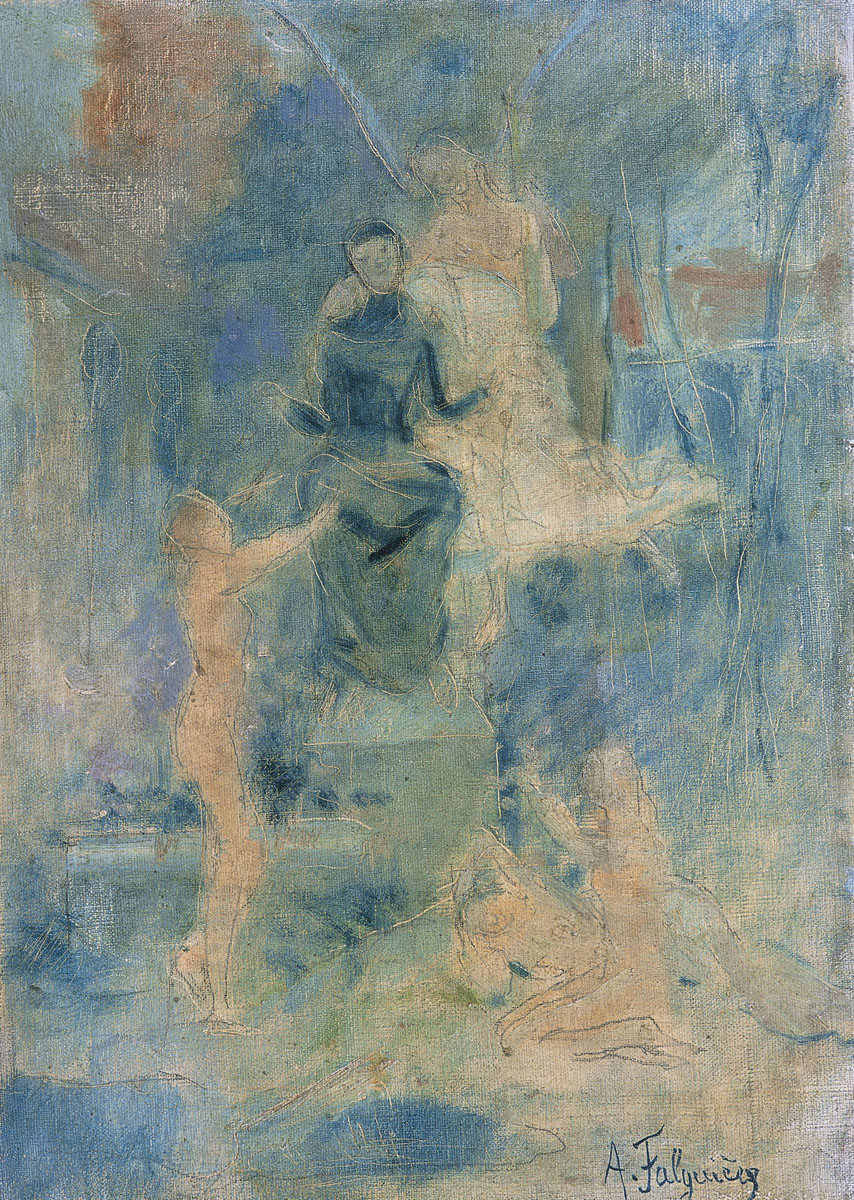
Alexandre Falguière, Clémence Isaure, musée des Augustins de Toulouse.
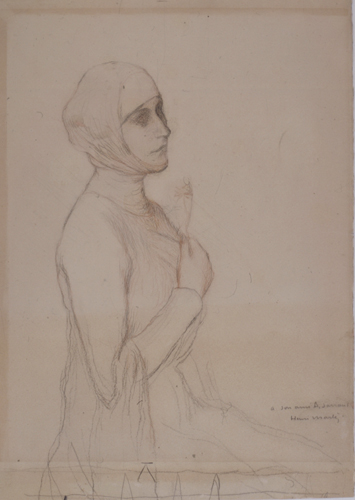
Henri Martin, Clémence Isaure, musée Paul-Dupuy.